# NGC 2969
NGC 2969 (również PGC 27714) – galaktyka spiralna (Sc), znajdująca się w gwiazdozbiorze Sekstantu. Odkrył ją William Herschel 27 marca 1786 roku.